# Іспанський дрок мітлистий
Іспанський дрок мітлистий, віничник прутовидний  (Spartium junceum L.) — єдиний вид квіткових рослин у роді іспанський дрок (Spartium) з родини бобові (Fabaceae). Етимологія: лат. junceum — «як очерет, ситник».

## Опис
Від 2 до 3 м у висоту, дуже розгалужений густий чагарник у віці з сірою корою стовбурами. Молоді пагони зелені. Прості, сидячі листки чергуються. Вони голі, зелені з обох сторін, ланцетні і від 1.5 до 3.5 см в довжину і до 36 мм завширшки. Квітки 2–2.5 см, яскраво-жовті і дуже ароматні. Плоди — від 5 до 10 см у довжину злегка зігнуті темно-коричневі стручки. Вони спочатку волохаті, пізніше голі. Містять від 10 до 20 блискучих червоно-коричневих насінин довжиною 4 мм. Стручки не відкриваються, як правило, до деякого часу після зрілості насіння.
Цвітіння та плодоношення: з квітня по липень.

## Поширення, екологія
Країни поширення: Північна Африка: Алжир; Лівія [пн.]; Марокко; Туніс. Західна Азія: Ізраїль; Ліван; Сирія [зх]; Туреччина. Кавказ: Азербайджан; Грузія. Південна Європа: Албанія; Колишня Югославія; Греція [вкл. Крит]; Італія [вкл. Сардинія, Сицилія]; Франція [вкл. Корсика]; Португалія; Гібралтар; Іспанія [вкл. Балеарські острови, Канарські острови]. Широко натуралізований (у тому числі в Криму) і культивується.
Росте на вологих суглинних або глинистих ґрунтах. Населяє вологі яри, береги річок, на узбіччях і поблизу населених пунктів; (0)400—1000(1200) м.

## Використання
Практичне значення: рослина декоративна, медоносна, фарбувальна, волокниста, містить ефірні олії.

## Галерея

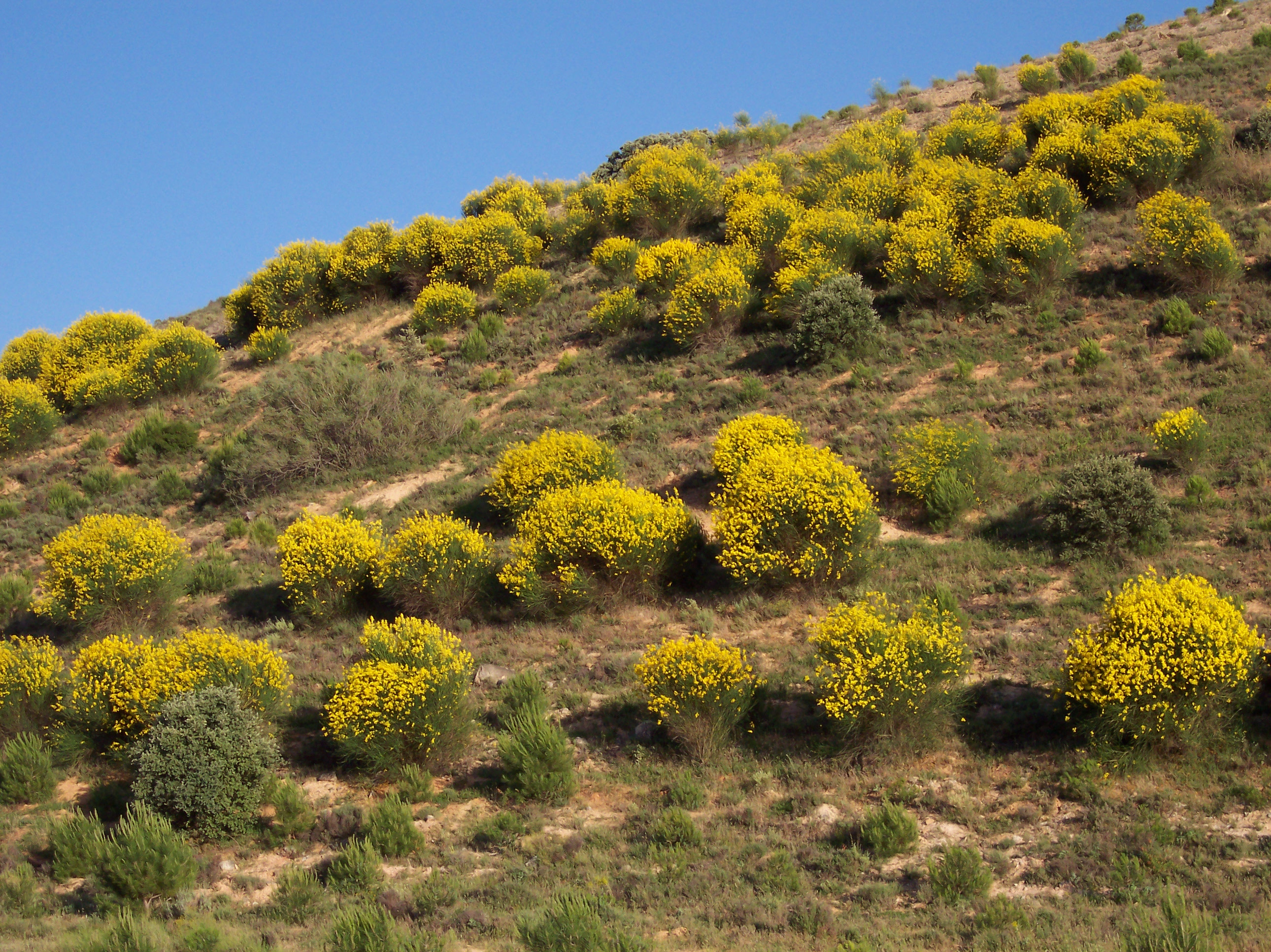
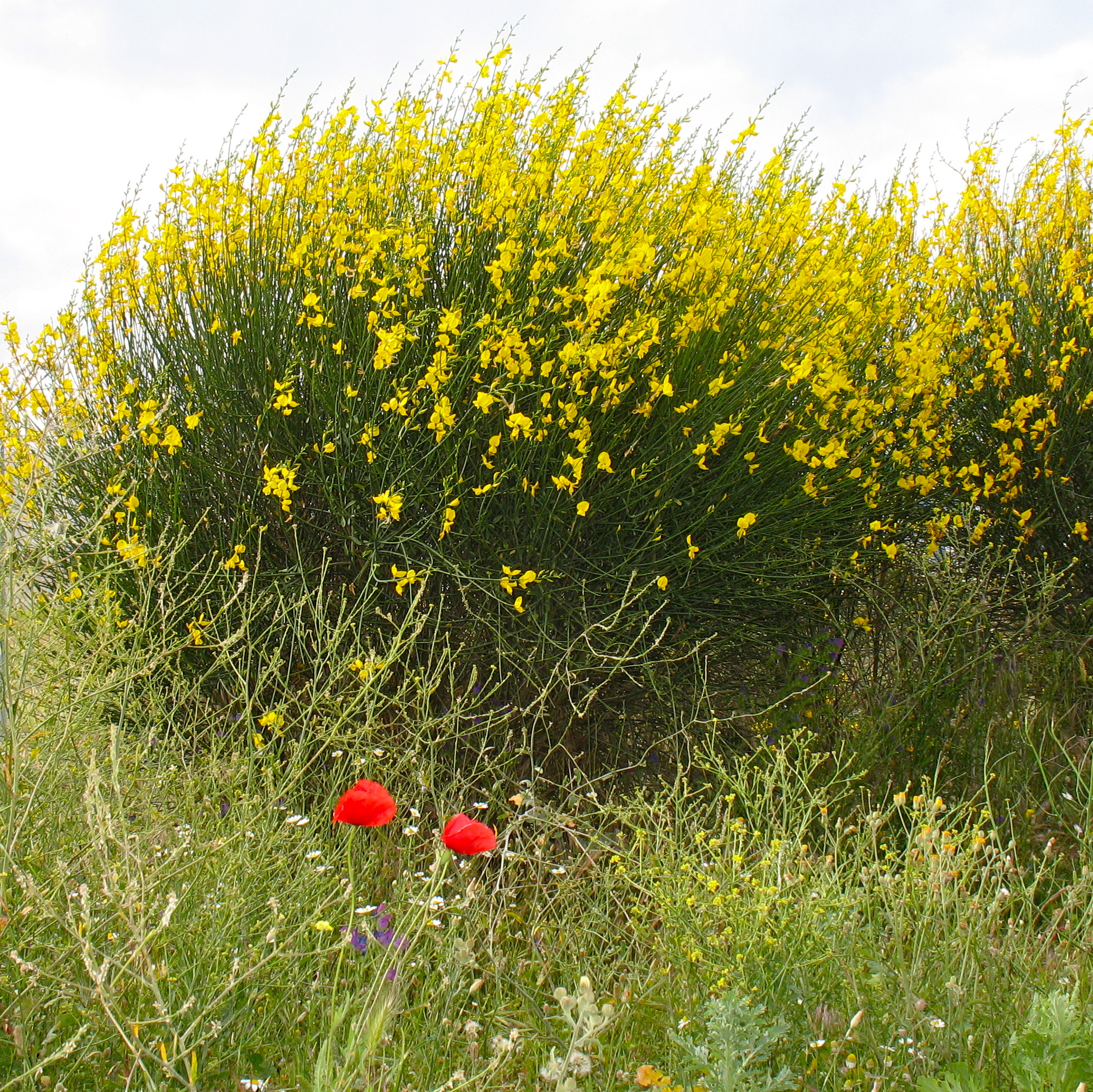
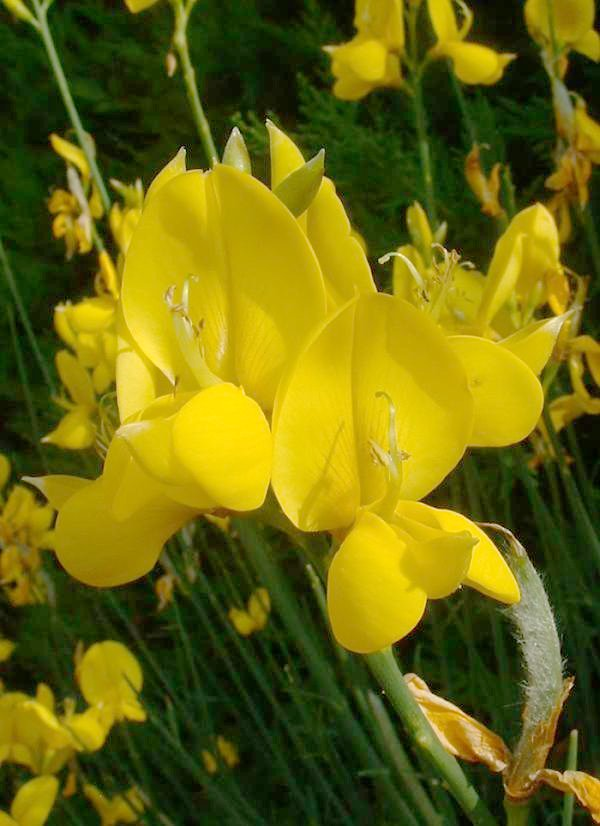
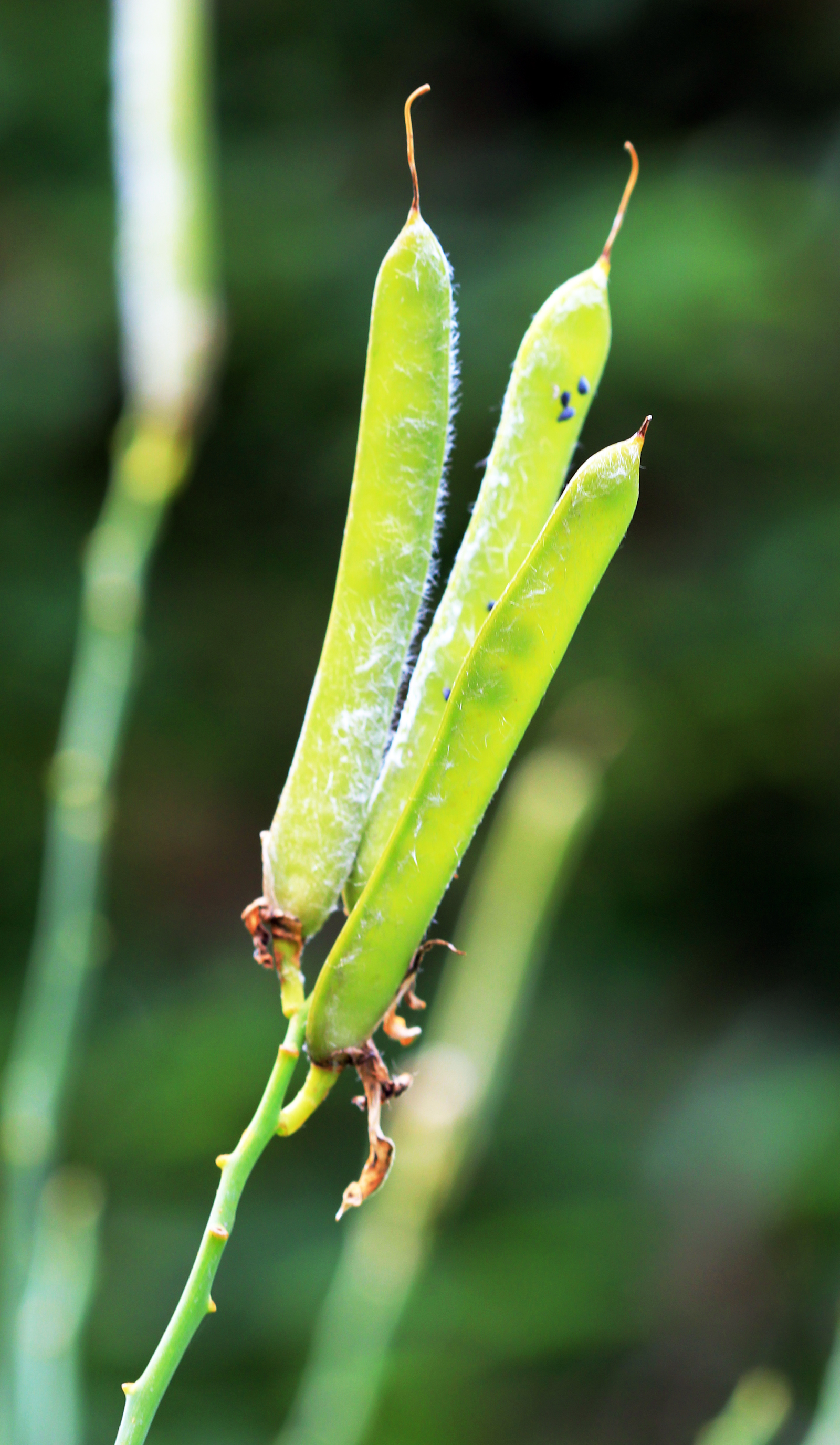